# Alex Essoe
Alexandra Essoe (Dhahraan, 9 maart 1992), beter bekend als simpelweg Alex Essoe, is een Canadees actrice geboren in Saoedi-Arabië. Ze speelde in diverse films en series, waaronder Doctor Sleep, The Haunting of Bly Manor en Midnight Mass.

## Filmografie

### Film
- 2010: Passion Play, als Audrey
- 2011: Ecstasy, als Helena
- 2011: Boy Toy, als Sofia
- 2012: Dancing with Shadows, als Amber
- 2014: Starry Eyes, als Sarah Walker
- 2015: Tales of Halloween, als Lynn
- 2016: The Neighbor, als Rosie
- 2016: Fashionista, als April
- 2017: Midnighters, als Lindsey
- 2017: Polaris, als zuster Iris
- 2017: The Super, als Ms. Daigle
- 2018: Your Filthy Heart, als Jenny
- 2018: The Maestro, als Cyd Charisse
- 2018: Red Island, als Amy
- 2018: Persephone: Pictures at the End of the World, als Harper
- 2019: The Drone, als Rachel Howard
- 2019: Homewrecker, als Michelle
- 2019: States, als Grace Genet
- 2019: The Attache, als Liz
- 2019: Doctor Sleep, als Wendy Torrance
- 2020: Death of Me, als Samantha
- 2021: Faceless, als Sophie
- 2023: Trim Season, als Julia
- 2023: The Pope's Exorcist, als Julia Vasquez
- 2023: The Last Stop in Yuma County, als Sarah
- 2024: The Carnal Soul, als verpleegster
- 2024: Fall Risk, als Dr. Benner

### Televisie
- 2008: Reaper, als jonge bruid
- 2009: Crash, als Alyssa
- 2013: House of Lies, als model
- 2015: Don't Wake Mommy, als Susan
- 2019: The Edge of Sleep, als Katie
- 2020: The Haunting of Bly Manor, als Charlotte Wingrave
- 2021: Midnight Mass, als Mildred Grunning
- 2023: The Fall of the House of Usher, als Court Witness